# Ізабелла Очічі
Ізабелла Очічі  (англ. Isabella Ochichi, 28 жовтня 1979) — кенійська легкоатлетка, олімпійська медалістка.

## Виступи на Олімпіадах
| Олімпіада  | Дисципліна         | Місце |
| ---------- | ------------------ | ----- |
| Афіни 2004 | біг на 5000 метрів | 2     |

## Зовнішні посилання
- Досьє на sport.references.com [Архівовано 12 листопада 2012 у Wayback Machine.]